# Jalen Suggs

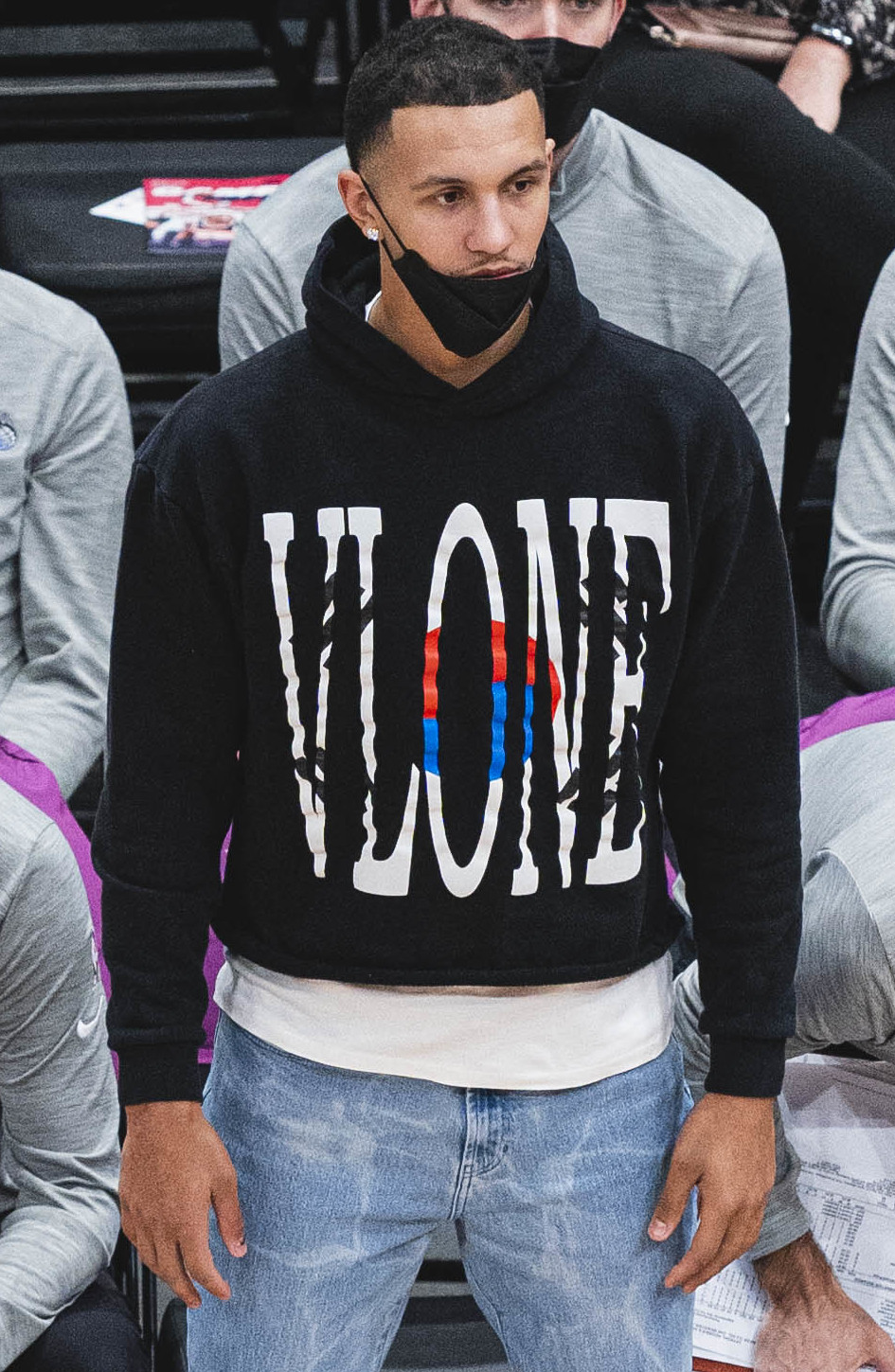
Jalen Suggs, 2022.

Jalen Rashon Suggs, född 3 juni 2001 i Saint Paul i Minnesota, är en amerikansk professionell basketspelare (SG/PG) som spelar för Orlando Magic i National Basketball Association (NBA).
Han draftades av Orlando Magic i första rundan i 2021 års draft som femte spelare totalt.
Innan Suggs blev proffs studerade han på Gonzaga University och spelade för deras idrottsförening Gonzaga Bulldogs.
Suggs är kusin till Tyrese Haliburton och Eddie Jones.